# Río San Juan (Provinz San Juan)
Der Río San Juan ist ein Fluss im Süden der argentinischen Provinz San Juan. 
Er wird in erster Linie aus dem Schmelzwasser der Anden gespeist. Der Fluss hat eine mittlere Durchflussmenge von 56 m³/s. Er ist 500 km lang und sein Einzugsgebiet umfasst eine Fläche von 39.906 km².
Der Oberlauf des Flusses wird für Wassersportarten wie Rafting und Angeln sowie Windsurfen und Schwimmen am Ullum-Stausee genutzt. Über seine gesamte Länge wird das Wasser des Río San Juan vor allem zur Bewässerung eingesetzt. 

## Zuflüsse
- Río Castaño
- Río de los Patos
- Río Saso
- Río Uruguay
- Río de la Ciénaga
- Arroyo Los Tapones
- Arroyo Agua Negra
- Dren Cochagual
- Río del Agua
- Río Mendoza

## Talsperren, Wasserkraftwerke und Stauseen
Flussabwärts gesehen liegen am Río San Juan die folgenden Talsperren und Wasserkraftwerke:
| Talsperre/Kraftwerk  | Max. Leistung (MW) | Oberfläche (km²) | Volumen (km³) |
| -------------------- | ------------------ | ---------------- | ------------- |
| El Tambolar (im Bau) |                    |                  |               |
| Los Caracoles        | 125                | 12,9             | 565           |
| Punta Negra          | 65                 | 12,5             | 500           |
| Ullúm                | 45                 |                  |               |
| Quebrada de Ullúm    | 44                 | 31               | 440           |